# Raninoides laevis
Raninoides laevis is een krabbensoort uit de familie van de Raninidae. De wetenschappelijke naam van de soort is voor het eerst geldig gepubliceerd in 1825 door Latreille.